# А цыган идёт
«А цыга́н идёт» — романс Андрея Петрова на слова Редьярда Киплинга в переводе Григория Кружкова, который впервые прозвучал в фильме Эльдара Рязанова «Жестокий романс» (1984). Также известен по первым двум словам текста — «Мохнатый шмель».
Слова песни представляют собой сильно сокращённую версию перевода Кружкова, который называется «За цыганской звездой». Исходное стихотворение Р. Киплинга The Gipsy Trail («Цыганская тропа») было опубликовано в номере журнала The Century за декабрь 1892 года. В 1919 году Киплинг включил его в полное собрание своих стихотворений (Inclusive Edition of Rudyard Kipling’s Verse).
Вместо «цыганской звезды кочевой» в оригинале стихотворения упоминается «цыганский паттеран» (Romany patteran) — путеводный знак из двух перекрещённых растений разных пород. Стихотворение Киплинга вместе с пояснением о паттеране упоминается в романе Джека Лондона «Маленькая хозяйка большого дома».
В фильме песню исполняет под гитару купец Сергей Сергеевич Паратов, которого сыграл Никита Михалков. Романс исполняется им на пароходе «Ласточка» для Ларисы Дмитриевны Огудаловой, причём два раза и в разных вариантах — лирическом (в 1 серии) и разудалом, в сопровождении цыганского хора (во 2 серии). Съёмки этих сцен проходили в октябре 1983 года в Костроме. По сюжету двусмысленный текст песни и сама мелодия становятся «музыкальным символом того соблазна, который позвал Ларису в безоглядное счастье» и который «обернулся холодным, трезвым и безнадёжным утром».
После успеха «Жестокого романса» в союзном прокате песня стала шлягером и была выпущена на гибкой пластинке фирмой «Мелодия». Впоследствии Михалков периодически исполнял её на концертных выступлениях и в телепередачах. Песню также включили в свой репертуар Эдуард Хиль и хор Турецкого.
После того, как по телевидению прозвучали воспоминания одного из однокурсников Дмитрия Медведева о том, как однажды на свадьбе друга тот переоделся цыганом и спел песню «Мохнатый шмель», к третьему президенту России на длительное время приклеилось прозвище «Шмель».